# Gerd Heinrich (historien)
Pour les articles homonymes, voir Heinrich.
Ne doit pas être confondu avec Gerd Heinrich (zoologiste).
Gerd Heinrich (né le 30 mai 1931 à Berlin et mort le 14 mars 2012 dans la même ville) est un historien allemand. Heinrich présente des recherches fondamentales sur l'histoire de Berlin et du Brandebourg.

## Biographie
Le père de Gerd Heinrich est directeur d'une école de commerce et de commerce de Berlin, décédé en 1944 pendant la Seconde Guerre mondiale. Sa mère est enseignante. Henri a un frère. Entre 1949 et 1959, il étudie l'histoire, l'allemand et la philosophie à l'université Humboldt et l'Université libre de Berlin. Ses professeurs universitaires les plus importants sont Walter Schlesinger (de), Wilhelm Berges (de) et Fritjoff Sielaff. En 1959, Heinrich reçoit son doctorat sous la direction de Schlesinger avec une thèse sur l'histoire de l'État et la constitution sur les comtes d'Arnstein (de). À partir de 1962, il travaille à la Commission historique de Berlin en tant qu'assistant de recherche et à partir de 1964 en tant que chef du département de Brandebourg. De 1968 à 1980, Heinrich est professeur d' études régionales historiques à l'École supérieure de pédagogie de Berlin (de). De 1971 à 1980, il occupe le poste de prorecteur. De 1980 jusqu'à sa retraite en 1999, il enseigne comme professeur d'études régionales historiques à l'Université libre de Berlin, succédant à Heinz Quirin (de). En tant qu'enseignant universitaire, Heinrich ne supervisé que des doctorants dans ses dernières années de 1991 à 2010. Ceux-ci comprennent Jürgen Luh (de) (1992) et Peter Bahl (de) (1999).
Heinrich est l'auteur et le co-auteur de nombreuses publications sur l'histoire de la Prusse et du Brandebourg. Il se concentre sur la recherche de la période du XVIIe au XXe siècle. Après la mort de Johannes Schultze, Heinrich est le seul historien qui représente le sujet "Histoire de l'État de Brandebourg" à travers les époques. Les études de Heinrich sur la recherche des élites pour le début de la période moderne sont fondamentales : Der Adel in Brandenburg-Preußen (1965) et Amtsträgerschaft und Geistlichkeit. Zur Problematik der sekundären Führungsschichten in Brandenburg-Preußen 1450–1786 (1972). Heinrich publie l'ouvrage Geschichte Preußens. Staat und Dynastie. Il est l'éditeur du volume 10 du Handbuch der historischen Stätten Berlin et de Brandebourg, du Kulturatlas Brandenburg et co-éditeur de l' Historischen Handatlas von Brandenburg und Berlin. Heinrich travaille avec Peter Baumgart sur deux volumes pour l'édition source Acta Borussica (1970, 1982) sur l'organisation des autorités et l'administration générale de l'État en Prusse au XVIIIe siècle. En 1985, il publie une édition source sur la révolution de 1848/1849. Heinrich est le principal éditeur de l'œuvre monumentale Verwaltungsgeschichte Ostdeutschlands 1815–1945. Organisation – Aufgaben – Leistungen der Verwaltung (1993) et écrit un long article à ce sujet. En 1999, Heinrich publie l'ouvrage de 1 100 pages sur Tausend Jahre Kirchengeschichte in Berlin-Brandenburg. Dans sa biographie publiée en 2009 de Frédéric le Grand (Friedrich II. von Preußen. Leistung und Leben eines großen Königs) il se retourne contre les interprétations psychologisantes. Sa biographie de Frédéric trouve à la fois l'approbation et le rejet violent. Entre autres, le jugement trop bienveillant des personnalités clés et leurs activités gouvernementales sont critiqués. En retour, Heinrich exprime clairement son aversion pour les fonctionnaires autrichiens et Marie-Thérèse. La biographie de Heinrich du roi de Prusse Frédéric est classée par ses critiques comme hagiographique et traditionnelle. De 1983 à 2011, il est membre du comité de rédaction du « Jahrbuchs für Berlin-Brandenburgische Kirchengeschichte ».
En 2006, il est honoré de l'Ordre du Mérite de l'État de Brandebourg (de). Heinrich est membre pendant près de cinq décennies et, à partir de 1990, membre honoraire de l'Association historique d'État pour la Marche de Brandebourg (de). Il est également membre de la Commission historique de Brandebourg (de).
En 2007, Heinrich subit un accident vasculaire cérébral. Il est mort le 14 mars 2012 à l'âge de 80 ans à l'hôpital juif de Berlin d'une insuffisance rénale. Les recherches d'Heinrich sur la noblesse brandebourgeoise sont poursuivies par son ancien assistant Peter-Michael Hahn.

## Travaux (sélection)
monographies
- Die Grafen von Arnstein. (= Mitteldeutsche Forschungen. Band 21). Böhlau, Köln u. a. 1961.
- Geschichte Preußens. Staat und Dynastie. Propyläen, Frankfurt u. a. 1981,  (ISBN 3-549-07620-7).
- Staatsdienst und Rittergut. Die Geschichte der Familie von Dewitz in Brandenburg, Mecklenburg und Pommern. Bouvier, Bonn 1990,  (ISBN 3-416-80647-6).
- Friedrich II. von Preußen. Leistung und Leben eines großen Königs. Duncker & Humblot, Berlin 2009,  (ISBN 978-3-428-12978-2).

rédactions
- Beiträge zur Geschichte der Pädagogischen Hochschule Berlin (= Abhandlungen aus der Pädagogischen Hochschule Berlin. Band 6). Colloquium, Berlin 1980,  (ISBN 3-7678-0498-0).
- Ein sonderbares Licht in Teutschland. Beiträge zur Geschichte des Großen Kurfürsten von Brandenburg (1640–1688) (= Zeitschrift für Historische Forschung (de). Beiheft 8). Duncker & Humblot, Berlin 1990.
- Verwaltungsgeschichte Ostdeutschlands 1815–1945. Organisation – Aufgaben – Leistungen der Verwaltung. Kohlhammer, Stuttgart 1993.